# سوء نية

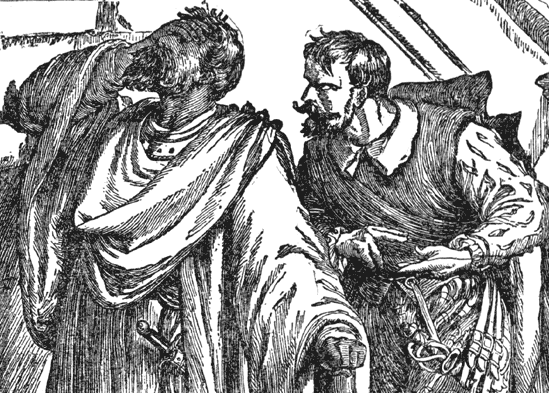

سوء النيّة، هو التذبذب في التفكير والنيّات فيما يتعلّق بالنفاق أو الغش أو الخداع. وقد ينطوي على الخداع المتعمّد للآخرين أو على خداع النفس.
يرتبط مصطلح «سوء النيّة» بمصطلح «تذبذب النيّة»، والذي يُترجم «تذبذب التفكير» أيضًا. يمكن تشكيل الاعتقاد بسوء النيّة عن طريقة خداع النفس أو التذبذب أو «الازدواجية في التفكير»، الأمر الذي يرتبط بالثقة والاعتقاد والموقف والولاء. في إصدار عام 1913 لقاموس ويبستر، اعتُبر سوء النيّة مرادفًا لتذبذب النيّة أو «ازدواجية النيّة» أو «شكل مستدام من الخداع الذي يشمل الترفيه أو التظاهر بغرض ترفيه مجموعة من المشاعر، وتصرّف الشخص على أنه متأثر بشخص آخر». يتشابه هذا المفهوم مع الغدر أو «عدم وجود ثقة»، إذ يتحقّق الخداع عندما يعد أحد أطراف النزاع بالتصرّف بحسن نيّة (على سبيل المثال، رفع علم الاستسلام) بقصد كسر هذا الوعد بعد أن يكشف الخصم عن نفسه. دُرس مفهوم سوء النيّة في العديد من المجالات المتخصّصة بعد أن حللّ جان بول سارتر مفاهيم خداع النفس وسوء النيّة، إذ ينطوي سوء النيّة على خداع النفس الذي يُمثّل بوجود عقلين شبه مستقلّين داخل عقل واحد، يخدع أحدهما الآخر.
ومن الأمثلة على سوء النيّة: ممثل شركة ما يتفاوض مع بعض العمّال النقابيين دون وجود أي نيّة لتقديم تنازلات؛ أو مدّعٍ عام يدّعي موقفًا قانونيًا وهو على دراية بعدم صحّته؛ أو شرطة تأمين ما تستخدم أسلوبًا ومنطقًا مضللًا عمدًا بغرض رفض الادعاء.
قد لا ينطوي سوء النيّة على الخداع في العديد من الحالات، كما هو الحال في بعض من أنواع التوهّم المرضي المترافق مع أعراض جسدية حقيقية. هناك تساؤل حول حقيقة أو زيف التصريحات المدلى بها بسوء نيّة أو خداع نفس؛ على سبيل المثال، إن تقدّم المصاب بتوهّم مرضي بشكوى متعلقة بحالته النفسية الجسدية، فهل هو محق أو كاذب؟
يُستخدم مصطلح سوء النيّة كمصطلح فنّي في مجالات متنوعة، مثل النسوية والتفوّق العنصري والتفاوض السياسي والعمل على مطالبات التأمين والنيّة والأخلاق والوجودية ونكران التغيّر المناخي والقانون.

## الاستخدام العام
اعتُبر مصطلح سوء النيّة مرادفًا لتذبذب النيّة أو «ازدواجية النيّة» أو «شكل مستدام من الخداع الذي يشمل الترفيه أو التظاهر بغرض ترفيه مجموعة من المشاعر، وتصرّف الشخص على أنه متأثر بشخص آخر». ويُعتبر المصطلح مرادفًا لكلّ من التذبذب في التفكير وعدم الولاء والتعامل المزدوج والنفاق والغدر والإخلال بالعقد والخيانة والرياء (التركيز على الحرفية ومراعاتها بدلًا من روح القانون) والزندقة (إظهار مشاعر أو معتقدات ما أو التعبير عنها بما لا يتماشى مع المعتقدات التي يلتزم بها الفرد أو يمتلكها) والحذلقة والتزمّت والتملّق.

## المفهوم
قد تترسّخ معتقدات الناس في أذهانهم على الرغم من تناقضها بشكل مباشر مع الحقائق. تترسّخ هذه المعتقدات بسوء نيّة، ولكن هناك جدل حول ما إذا كان خداع النفس هذا مقصودًا أم لا.
عرّف الفيلسوف جان بول سارتر سوء النيّة في كتابه «الوجود والعدم» بوصفها إخفاء الشخص للحقيقة عن نفسه. يبقى السؤال الجوهري حول سوء النيّة وخداع النفس هو كيف يمكن لهذا أن يحدث. يجب أن يعرف الكاذب أن ما يقوله مزيّف حتّى يتمكّن من الكذب بنجاح على ضحية كذبه، بينما يجب أن يصدّق الضحية صحّة هذه الكذبة كي ينجح الكاذب في كذبه. عندما يكون المرء سيء النية أو خادعًا لنفسه، يصبح هذا المرء الكاذب وضحية الكذب في الوقت ذاته. وبذلك، يصدّق هذا المرء بصفته كاذبًا أن كذبته مزيّفة، بينما يعتقد بأن هذه الكذبة صحيحة بصفته ضحيّةً في الوقت ذاته. إذًا، هناك تناقض يتمثّل باعتقاد الشخص ذو النيّة السيئة أو الخادع لنفسه بصحّة وزيف الشيء ذاته في الوقت ذاته. لاحظ سارتر أن «الشخص الذي قيلت له الكذبة والشخص الذي يكذب هما الشخص ذاته، ما يعني أنني يجب أن أعلم الحقيقة بصفتي مخادعًا على الرغم من أنها مخفية عنّي بصفتي مخدوعًا»، وأضاف سارتر قائلًا «يجب عليّ معرفة هذه الحقيقة بصورة دقيقة للغاية حتّى أتمكن من إخفائها عن نفسي بعناية أكبر، ولا يمكنني القيام بذلك في فترات مختلفة من الزمن...».

## في اللاهوت
ناقش العديد من المفسرين والمترجمين فكرة الإيمان بمعتقدين أو دينين في إطار التذبذب في المشاعر والتفكير. أُدرج مصطلح سوء النيّة في قاموس ويبستر بصفته مرادفًا لمصطلح «ازدواجية في المشاعر». يُترجم مصطلح «ازدواجية في المشاعر» إلى «ازدواجية في التفكير» أيضًا، أو إلى «امتلاك فكرين» أو روحين أو معتقدين أو موقفين أو ولاءين أو تفكيرين، أو امتلاك روحين في الوقت ذاته. يحذّر الكتاب العبري ورسائل العهد الجديد الإنجيلية المؤمنين المتدينين من تذبذب التفكير. تقول إحدى ترجمات آيات المزامير 113:119 «أبغض المتقلبين يا رب، وأحب أحكام شريعتك». بينما شدّدت الترجمة الجديدة الحيّة للإنجيل على بغض الولاءات المنقسمة بدلًا من ذلك، فتقول «أبغض أصحاب الولاءات المنقسمة يا رب، وأحب تعاليمك».
تحذّر رسالة يعقوب الإنجيلية من الوثوق بـ «رجل ذو رأيين». «لا تحلف باسم إلهك باطلًا»، يبرر سوء النيّة الأفعال المعروفة بأنها خاطئة، وذلك من خلال ادّعاء وجود توجيه من الله أو السلطة الدينية لاتخاذ مواقف غير أخلاقية أو معتقدات غير صحيحة عندما يجب أن يعرف المرء أكثر. ورد في تفسير جايمسون وفوسيت وبراون للإنجيل تعليقًا حول تذبذب التفكير في الفصل الأول من رسالة يعقوب وعلاقته بالآية 6:22 في إنجيل متى، إذ يقول التعليق «تذبذب التفكير حرفيًا أو [تذبذب الروح]، هو توجّه روح نحو الله والأخرى نحو شيء آخر... لا يُقصد به أنه شخص منافق بل شخص متقلّب أو شخص [متردد]، كما يُوضح السياق». استخدمت ترجمة ألفرود للإنجيل مصطلح الأدب اليوناني القديم «متردد» للتعبير عن «تذبذب التفكير».
لا تنظر الكنيسة الكاثوليكية إلى من يمتلك آراء هرطقة كشخص ذو نيّة سيئة؛ على سبيل المثال، الأشخاص الذين يبحثون بجدّ عن الحقيقة ويعيشون حياة نموذجية.

## في الفلسفة وعلم النفس والتحليل النفسي

### التحليل النفسي الفرويدي
يجيب التحليل النفسي الفرويدي عن التساؤلات المتعلّقة بكيفية تيسير سوء النيّة وخداع النفس من خلال فرض بعد غير واع وغير أخلاقي لوجودنا بينما تنظم الأخلاق والقانون والعادات وعينا، الأمر الذي يتحقّق من خلال ما يسمّيه فرويد بالكبت. تعبّر رغبات اللاوعي الحقيقية عن نفسها بصفتها تلبية الرغبة في الأحلام، أو بصفتها موقفًا أخلاقيًا متّخذًا دون وعي لإشباع رغبات العقل اللاوعي.

### الأخلاقيات وعلم الظاهرات والوجودية
تُعتبر تلبية رغبات النوايا السيئة أمرًا محوريًا في أخلاقيات الاعتقاد، التي تناقش بدورها التساؤلات عند نقطة التقائها مع نظرية المعرفة وفلسفة العقل وعلم النفس والتحليل النفسي الفرويدي والأخلاقيات.
إن الشخص الذي لا يكذب على نفسه هو شخص أصيل، إذ تُعرّف «الأصالة» على أنها إخلاص المرء لأفكاره الداخلية بدلًا من الخارجية.
قد يتجسّد سوء النية في الأخلاقيات عندما يتّخذ شخص ما موقفًا غير أخلاقيًا باعتباره أخلاقيًا، إذ يبرّره من خلال اللجوء إلى الحجة القائلة بأنه مجبر على ذلك. على سبيل المثال، يقول بأنه مجبر بأمر من الله أو بسبب طبيعته المحتومة بعلم الوراثة، على الرغم من أن الحقائق تنفي تطلّب الاعتقاد أو الصدق لمثل هذا الأمر.